# Castanopsis cambodiana
Castanopsis cambodiana är en bokväxtart som beskrevs av Auguste Jean Baptiste Chevalier. Castanopsis cambodiana ingår i släktet Castanopsis och familjen bokväxter.
Artens utbredningsområde är Kambodja. Inga underarter finns listade.